# Dew Process
Dew Process – australijska wytwórnia muzyczna z siedzibą w Brisbane w Australii, której założycielem jest Paul Piticco. Wytwórnia promuje talenty australijskiej sceny muzycznej, a także promuje muzyków w Australii i Nowej Zelandii. Firma jest wytwórnią niezależną, której twory są dystrybuowane przez australijski oddział Universal Music Group.

## Artyści[1]
- Sarah Blasko
- Ben Lee
- Drag
- Yves Klein Blue
- Delta Spirit (Stany Zjednoczone)
- Dropkick Murphys (Stany Zjednoczone)
- Dungen (Szwecja)
- Expatriate
- Bernard Fanning
- The Grates
- The Panics
- The Predators
- Tilly and the Wall (Stany Zjednoczone)
- Tokyo Police Club (Kanada)
- Whitley
- The Living End
- Port O'Brien